# Tony Baker
Pour les articles homonymes, voir Baker.
Tony Baker (né en 1954 à Merton, Londres) est un poète et jazzman franco-britannique.

## Biographie
Né le 21 mars 1954 dans la banlieue londonienne, il étudia la musique et la composition au Trinity College (Cambridge) puis acheva, en 1982, un doctorat d'État sur le poète américain William Carlos Williams.
Il effectua par la suite de nombreux emplois différents, allant de celui de directeur d'auberge de jeunesse dans le Northumberland, à répétiteur dans une école de ballet.
Il a contribué à de nombreux projets, impliquant à la fois danseurs, musiciens, peintres et poètes. De 1980 à 1989, il dirigea le magazine Figs, une revue britannique de poésie objectiviste. Ses œuvres et critiques ont été publiées au Royaume-Uni, au Canada, aux États-Unis, au Japon, en République tchèque, en Irlande et en France. Il a notamment publié une dizaine de plaquettes et recueils de poèmes, et fut traduit en français et en tchèque.
En 2005, sa collection de poèmes, In transit, fut publiée par Reality street editions.

## Œuvres
- A Bit Brink Green Quartz-like, Pig Press, Durham, 1983.
- Valdeez, Édimbourg, Écosse, 1992.
- ...yellow, blue, tibia..., SpotS, New York, 1995.
- Binding Affinities, Oasis, 1999.
- Monksnailsongs, (avec Richard Caddel), Wild Honey Press, 2002.
- Three Part Invention and other scored occasions, West House, Sheffield, 2003.
- In Transit, Reality Street Editions, Hastings, 2005.

Traduction: 
Blaise Cendrars, Prose of the Trans-Siberian & of the Little Jeanne de France, West House, Sheffield, Grande-Bretagne, 2001.